# Martín Casariego
Martín Casariego Córdoba (ur. 1962 w Madrycie) – hiszpański pisarz.
Współpracował z różnymi czasopismami, m.in. z Público czy El Mundo. Jako pisarz debiutował w 1989 powieścią Qué te voy a contar. Jego utwory są filmowane, jest także autorem scenariuszy. Jedna z powieści Hiszpana Mi precio es ninguno (z 1996) ukazała się w Polsce pod tytułem Mnie nie kupisz. Książka jest utrzymana w stylistyce czarnego kryminału. Pisarzami byli także jego bracia Pedro i Nicolás.